# Bryconamericus scleroparius
Bryconamericus scleroparius és una espècie de peix de la família dels caràcids i de l'ordre dels caraciformes.

## Morfologia
- Els mascles poden assolir 11 cm de llargària total.[5]

## Alimentació
Menja llavors, fulles i insectes.

## Hàbitat
Viu en zones de clima tropical entre 21 °C - 30 °C de temperatura.

## Distribució geogràfica
Es troba als rius costaners de Costa Rica, Panamà i l'Equador.

## Costums
És una espècie agressiva que acostuma a nedar en bancs.